# Ситник Віталій Олександрович
Віта́лій Олекса́ндрович Си́тник — молодший сержант Збройних сил України, учасник російсько-української війни

## З життєпису
Проживав у селі Климівка з мамою та молодшою сестрою, був єдиним годувальником родини. У травні 2013-го призваний на строкову службу. З серпня 2014 року перебував у зоні бойових дій, приховував це від мами. В лютому 2015-го зазнав поранень у боях за Дебальцеве, від вибуху поранені обидві ноги та лопатка. Переніс 5 операцій, одужувати допомагає наречена.

## Нагороди
За особисту мужність і героїзм, виявлені у захисті державного суверенітету та територіальної цілісності України, вірність військовій присязі під час російсько-української війни
- нагороджений орденом «За мужність» III ступеня (9.4.2015).